# Meridiano 82 E
O meridiano 82 E é um meridiano que, partindo do Polo Norte, atravessa o Oceano Ártico, Ásia, Oceano Índico, Oceano Antártico, Antártida e chega ao Polo Sul. Forma um círculo máximo com o Meridiano 98 W.
Começando no Polo Norte, o meridiano 82º Este tem os seguintes cruzamentos:
| País, território ou mar | Notas                                                         |
| ----------------------- | ------------------------------------------------------------- |
| Oceano Ártico           | Passa a oeste da Ilha Uyedineniya (Ilha da Solidão)           |
| Rússia                  | Ilha Pologyy-Sergeyeva                                        |
| Oceano Ártico           | Mar de Kara                                                   |
| Rússia                  | Ilhas do Instituto Ártico                                     |
| Oceano Ártico           | Mar de Kara                                                   |
| Rússia                  |                                                               |
| Golfo do Ienissei       |                                                               |
| Rússia                  |                                                               |
| Cazaquistão             |                                                               |
| China                   |                                                               |
| Nepal                   |                                                               |
| Índia                   |                                                               |
| Oceano Índico           | Passa a leste do Sri Lanka                                    |
| Oceano Antártico        |                                                               |
| Antártida               | Território Antártico Australiano, reivindicado pela Austrália |